# Michael Tellinger

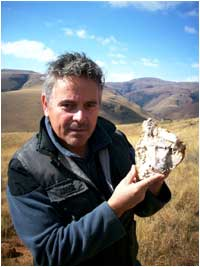
Michael Tellinger

Michael Tellinger (* im 20. Jahrhundert) ist ein südafrikanischer Schriftsteller, Musiker und Politiker.

## Leben
Michael Tellinger erwarb an der Witwatersrand University in Johannesburg 1983 einen Bachelor in Pharmazie. Während des Studiums verbrachte er seine Zeit überwiegend im Unterhaltungssektor.
Er startete seine Laufbahn auf der Bühne 1980 im Musical Christian von Nick Taylor am Theater His Majesty’s. In der Rolle des Joseph spielte er zur Eröffnung des Staatstheaters in Pretoria und zwei weitere Jahre auf der Tournee des Musicals. In dieser Zeit startete er seine Solokarriere und veröffentlichte seine erste Single Hazel im Jahr 1981, das für den SARIE Award in der Kategorie „Bester männlicher Sänger“ nominiert wurde.
Kurz danach schloss er sich mit Russell Stirling zum Rock-Duo „Stirling & Tellinger“ zusammen, das bis 1995 bestand. In den folgenden vier Jahren entstanden Hits wie Call Me und What’s a Nice Girl Like You, Doing In a Place Like This. Das Video von Call Me wurde unter die zwei erfolgreichsten Videos von MIDEM in Cannes 1983 gewählt. Im Jahr 1985 wurde ein Studioalbum in Nashville mit Terry Dempsey als Produzent aufgenommen. Während seines einjährigen Aufenthalts in Los Angeles wurden verschiedene große Agenturen auf ihn aufmerksam, aber wegen des kulturellen Boykotts gegen das Apartheid-Regime wurde eine Zusammenarbeit mit dem Duo abgelehnt.
Er arbeitete für Cannon Films als Tongestalter und Tonmeister, bis er in der Mitte des Jahres 1986 nach Südafrika zurückging. Tellinger setzte seine musikalische Karriere mit weiteren Auftritten und Studioaufnahmen fort. Sein Lied We Come from Johannesburg aus dem Jahr 1986 war ein neunminütiges episches Werk gegen die Apartheid. Es war außerdem das erste veröffentlichte Rap-Album eines südafrikanischen Künstlers. Das Lied wurde umgehend wegen seiner ablehnenden Haltung gegenüber der damaligen Regierung verboten. Daraufhin wurde Tellinger von der Regierung bedrängt: Telefonüberwachung, Kontrolle durch die südafrikanische Polizei, und andere einschüchternde Taktiken, außerdem erhielt er mehrere Morddrohungen. Während er im Exil lebte, wurde das Lied ursprünglich von Michael Tellinger und dem Moderator Neil Johnson des Radiosenders Radio 702 aus Los Angeles geschrieben. Dies war eine Antwort auf das Lied Sun City von Steven Van Zandt. Tellinger und Johnson schrieben den epischen Rap, um eine südafrikanische Perspektive der Situation ihres Landes aufzunehmen.
Seit 1981 schrieb, produzierte und veröffentlichte Michael Tellinger 13 Studioalben. Sowohl in Südafrika als auch im Ausland trat er als Musiker auf und unternahm zahlreiche Tourneen. Außerdem schrieb er Lieder für unterschiedliche Anlässe und südafrikanische Künstler.
Als einer der Hauptdarsteller spielte er in der ersten südafrikanischen Seifenoper mit dem Namen Orpen House mit. Er war der Hauptdarsteller und Komponist der Titelmelodie in der sechs Episoden dauernden Serie The Star Shooters aus dem Jahr 1997.
Im Jahr 1988 war er in der Werbeindustrie als Komponist tätig. Dort erhielt er einen Clio Award für eine Rundfunkwerbeaktion der Firma DEFY.
Michael war Moderator in einigen SABC-Sendungen wie Graffiti und Fast Forward. Seine Erfahrung mit SABC führte ihn zur TV-Produktion, durch die er Formate wie Late Nite Live und Weekend Bonus entwickelte.
Im Jahr 1995 zog er nach Kapstadt, wo er eine Agentur für Rundfunkspezialisten namens Airheads gründete. 1997 initiierte er Nebula BOS Records, um nationale und internationale Veröffentlichungen von unabhängigen südafrikanischen Künstlern und Musiklabels zu fördern. Innerhalb des ersten Jahres wuchs die Anzahl der Künstler auf 400 und über den Internetauftritt kam es zu einer Kooperation mit Warner Bros. Es wurden zehn Alben in Deutschland und sieben in den USA veröffentlicht.
Im Jahr 2000 produzierte und moderierte er eine wöchentliche Radiosendung des Senders Cape Talk, die sich mit südafrikanischen Innovationen, Technologien und Erfolgsgeschichten beschäftigte.
Im Januar 2001 verkaufte er eine Bildungssendung für Kinder an die SABC. Es würden 40 Episoden produziert, für die er tierische Charaktere entwickelte und die Musik schrieb. 2002 arbeitete er für eine Kindersendung, um eine Bildungsfirma namens „The Brain Food Company“ zu gründen, deren Hauptanliegen die Entwicklung breit gefächerter Lehrbücher, Spiele und Audio-Video-Produkte ist.
Außerdem schrieb und produzierte er zusammen mit Verny Scholtz Side By Side With Angels, um durch eine Zusammenarbeit von afrikanischen Musikern Hilfe für die Tsunami-Katastrophe zu erbitten. Südafrikanische Künstler wie Malaika, Dr. Victor, Watershed und Dawnay beteiligten sich am Lied und Video.

### Werke als Schriftsteller
Tellinger schrieb mehr als ein Dutzend Drehbücher. Er publizierte sein erstes Buch Slave Species of God im Jahr 2005. (zu dt.: Die Sklavenrasse der Götter – Die geheime Geschichte der Anunnaki und deren Mission auf der Erde), ISBN 3864452082 (deutsche Erstauflage: März 2015). Seine Arbeit ist das Ergebnis einer 25-jährigen Studie der Veröffentlichungen von Zecharia Sitchin, der sich auf seine Übersetzungen historischer Tafeln der Sumerer beruft und Theorien über die frühe Entstehung der Menschheit durch die Anunnaki, einer angeblich außerirdischen und humanoiden Spezies, entwickelt hat. Außerdem veröffentlicht Tellinger regelmäßig Artikel über diese Themen auf seiner Internetseite.

### Laufbahn in der Politik
Im Jahr 2012 gründete Tellinger die Ubuntu Party in Südafrika, die auf dem Ubuntu-Prinzip und seinen Grundsätzen über Verteilung aufbaut. Sie trat bei den Parlamentswahlen in Südafrika 2014 an und erhielt 0,04 % der Stimmen.
Tellinger kritisiert das Bankensystem. Er verweigerte zunächst die Rückzahlung eines Darlehens, das er bei der Absa Bank für den Erwerb eines Grundstücks aufgenommen hatte und strengte selbst einen Prozess gegen die Bank auf Auszahlung von 900.000 Rand an. Die Klage wurde 2012 vom zuständigen Richter als „Missbrauch des Gerichts“ zurückgewiesen. In der Folge gründete Tellinger die The New Economic Rights Alliance mit dem Ziel eine Entscheidung des Constitutional Court of South Africa herbeizuführen. Im November 2012 wurde seine Eingabe beim CCSA abgewiesen, da nach Auffassung des Gerichts keinerlei Erfolgsaussichten bestanden.